# Your Lie in April
Your Lie in April (japanisch 四月は君の嘘 Shigatsu wa Kimi no Uso) ist eine japanische Manga-Serie, die von Naoshi Arakawa erdacht und gezeichnet wurde. Sie wurde zwischen April 2011 und Mai 2015 in Kōdanshas Monthly Shōnen Magazine veröffentlicht. Eine Adaptation als Anime-Serie von A-1 Pictures wurde zwischen Oktober 2014 und März 2015 bei Fuji TV im noitaminA-Programm ausgestrahlt. Eine Realfilm-Adaptation wurde am 10. September 2016 in Japan veröffentlicht.

## Handlung
Kōsei Arima, ein Wunderkind am Klavier, beherrscht verschiedene Musikwettbewerbe in Japan und wird unter Kindermusikern berühmt, aber auch umstritten. Nachdem seine Mutter Saki stirbt, hat er bei einem Klavierwettbewerb einen Nervenzusammenbruch, was dazu führt, dass er die Töne seines Klaviers nicht mehr hören kann, obwohl er alles andere normal hören kann.
Zwei Jahre sind seitdem vergangen, in denen Kōsei das Klavier nicht mehr angefasst hat und die Welt nur noch in schwarzweiß, ohne Atmosphäre und Farbe, wahrnimmt. Seine besten Freunde, die Softballspielerin Tsubaki Sawabe und der Fußballspieler Ryōta Watari, versuchen ihn aufzumuntern, und arrangieren eine Art „Doppeldate“, bei dem Kōsei ein Mädchen kennen lernt, das seine farblose Welt wieder aufhellt: Kaori Miyazono. Die freigeistige, 14-jährige Geigerin, deren Spielstil ihre manische Persönlichkeit widerspiegelt, hilft Kōsei, in die Musikwelt zurückzukehren, indem sie ihn wieder zum Klavierspielen drängt. Sie zeigt ihm durch ihr Geigenspiel auch, dass sie im Gegensatz zu dem strukturierten und starren Stil, den Kōsei spielt, frei und beschwingt auftritt. Kōsei fängt teils auch an, freier zu spielen und je mehr er mit Kaori zusammen unternimmt, desto mehr fängt er an, sich in sie zu verlieben, auch wenn diese scheinbar in seinen besten Freund Ryōta verliebt ist.
Während eines gemeinsamen Auftritts mit Klavier und Geige, bricht Kaori nach einer bewegenden Darbietung auf der Bühne zusammen, und wird ins Krankenhaus eingeliefert. Zuerst behauptet Kaori, dass sie an Blutarmut leide, und nur eine Routineuntersuchung brauche, doch dies stellt sich als Lüge heraus, als man Rückblenden in ihre Vergangenheit sieht, wo sie schon etliche Male zusammengebrochen ist.
Schließlich wird Kaori aus dem Krankenhaus entlassen und kehrt zu ihrem fröhlichen, verrückten Ich zurück, das Kōsei einlädt, mit ihr zusammen bei einem Gala-Konzert zu spielen. Kaori taucht jedoch am Tag des Gala-Konzerts nicht auf, und als sich ihre Gesundheit weiter verschlechtert, beginnt sie das Leben aufzugeben. Dieses Mal ist Kōsei derjenige, der sie inspiriert weiterzumachen, nachdem er ein Duett mit Nagi Aiza, der klavierspielenden Schwester eines Wettbewerbsgegners namens Takeshi Aiza, gespielt hatte. Nachdem Kaori diesem unter Tränen zugehört hat, entscheidet sie sich für eine riskante Operation, die sie töten könnte, wenn sie fehlschlägt, damit sie noch einmal mit Kōsei zusammen spielen kann.
Kaori bittet Kōsei am Ostjapanischen Klavierwettbewerb teilzunehmen, und sein Bestes zu geben, auch wenn am gleichen Tag ihre lebensentscheidende Operation stattfindet. Während er im Finale des Ostjapanischen Klavierwettbewerbs spielt, sieht Kōsei, wie Kaoris Geist ihn an der Geige begleitet, und ihm wird schließlich klar, dass sie während der Operation gestorben ist.
Bei Kaoris Beerdigung geben ihre Eltern Kōsei einen Abschiedsbrief, den sie vor ihrem Tod an ihn geschrieben hatte. Der Brief offenbart, dass sie wusste, dass sie nicht mehr lange zu leben hat, und dass sie darum sowohl als Person als auch in ihrer Musik freier wurde. Sie schreibt auch, dass sie seit ihrem fünften Lebensjahr in Kōsei verliebt war und von ihm inspiriert wurde, Geige zu spielen, damit sie eines Tages zusammen mit ihm spielen konnte. Ihre vermeintlichen Gefühle gegenüber Ryōta waren die „Lüge im April“ (Your Lie in April), nach der die Serie international benannt wurde, und sie wurde fingiert, um Kōsei näherzukommen, ohne Tsubaki emotional zu verletzen, die auch versteckte Gefühle gegenüber Kōsei hegte. Nachdem Tsubaki sich ihrer Gefühle gegenüber Kōsei klar geworden ist, tritt sie an Kōsei heran und verspricht ihm, dass sie für den Rest ihres Lebens an seiner Seite sein wird. Kaori hinterließ auch ein Foto von ihr als Kind; aufgenommen bei dem Konzert, das sie inspirierte; auf dem man Kōsei im Hintergrund nach Hause gehen sieht. Kōsei rahmt dieses Bild später als Erinnerung ein.

## Figuren

### Hauptfiguren
- Kōsei Arima (有馬 公生, Arima Kōsei) war lange Zeit ein Wunderkind am Klavier, bekannt als „Menschliches Metronom“, aufgrund seiner fast unmenschlichen Präzision, vorgegebene Noten zu spielen. Diese Präzision war ein Produkt der sehr strengen Unterrichtsmethoden seiner Mutter Saki. Seine Fähigkeit, Klavier mit beispielloser Striktheit und Präzision zu spielen, führte dazu, dass er zahlreiche Wettbewerbe in ganz Japan gewann und sogar eingeladen wurde, im Ausland zu spielen. Als Saki starb, war er aufgrund des psychologischen Traumas nicht mehr in der Lage, die Töne seines eigenen Klavierspiels zu hören, und er gab es auf. Zwei Jahre später fängt er das Klavierspielen wieder an, nachdem er von Kaori Miyazono überzeugt wurde, ihr Begleiter zu werden. Überrascht von ihrem emotionalen und hemmungslosen Spielstil verliebt sich Kōsei schließlich in sie. Er gesteht Kaori seine Gefühle jedoch nicht, weil er glaubt, dass sie in seinen besten Freund Ryōta Watari verliebt ist, was sich später als Lüge herausstellt, nur dazu gedacht, ihm näherzukommen.

Im Spin-off-Manga Shigatsu wa Kimi no Uso: Coda, der einen Einblick in Kōseis und Tsubakis Kindheit gibt, wird offenbart, dass seine Inspiration, bei seinem ersten Wettbewerb so schön zu spielen, daher kam, weil er Tsubaki nach dem Tod ihrer Großmutter aufmuntern wollte.
- Kaori Miyazono (宮園 かをり, Miyazono Kawori) ist eine Klassenkameradin von Tsubaki. Sie ist eine freigeistige Geigerin, die bei Wettbewerben, wegen ihrer mangelnden Bereitschaft sich streng an die Partitur zu halten, von Juroren oft kritisiert wird, dafür von den Zuschauern, die sie spielen hören, begeisterten Applaus empfängt. Kaori trifft Kōsei zum ersten Mal, nachdem sie Tsubaki bat, sie mit Ryōta Watari bekannt zu machen. Als ihre Freundschaft wächst, überzeugt sie Kōsei schließlich davon, wieder Klavier zu spielen, zuerst als ihre Begleitung und später bei einem Klavierwettbewerb. Kaori leidet schon ihr ganzes Leben an Zusammenbrüchen aufgrund einer nicht näher genannten schweren Krankheit. Zum Schluss des Anime, nach ihrem Tod, wird in einem Brief an Kōsei offenbart, dass sie darum gebeten hatte, mit Ryōta zusammenzukommen, um Kōsei kennenzulernen, wissend, dass Ryōta und Tsubaki gute Freunde von ihm waren und dass sie seit ihrem fünften Lebensjahr in ihn verliebt war und Ryōta lediglich als Freund empfand.

- Tsubaki Sawabe (澤部 椿, Sawabe Tsubaki) ist Kōseis Kindheitsfreundin und wohnt direkt nebenan in seiner Nachbarschaft; sie behandelt ihn wie einen kleinen Bruder. Sie ist sportlich und Mitglied des Softball-Klubs der Schule. Tsubaki ist oft bestürzt darüber, dass Kōsei nicht in der Lage ist, sich von seiner toten Mutter zu lösen, und versucht, ihn erneut zum Klavierspielen zu bewegen, um eine klare Entscheidung über seine Zukunft zu treffen. Sie leugnet ihre Gefühle für Kōsei zuerst, aber nachdem sie mehrere Phasen der Gefühlsleugnung durchgemacht hat, verliebt sie sich in ihn, was sie ihm später gesteht.

- Ryōta Watari (渡 亮太, Watari Ryōta) ist Kōseis und Tsubakis Kindheitsfreund, zudem ist er Kapitän der Fußballmannschaft der Schule. Er ist bei Mädchen sehr beliebt und nimmt meist eine draufgängerische Haltung an. Jedoch zeigt er sich hin und wieder auch verständnisvoll und einfühlsam. Er ist an Kaori interessiert, und wenn sie zusammen sind, wird gezeigt, dass sie sich verliebt verhalten, was Kōsei eifersüchtig macht. Kōsei erzählt ihm später von seinen Gefühlen für Kaori und er akzeptiert dies schnell und gibt ihm Ratschläge. Trotz seiner ständigen Bemerkungen darüber, wie süß andere Mädchen sind, kümmerte er sich wirklich um Kaori, und es wird gezeigt, dass er nach ihrem Tod ein Foto von ihr auf seinem Handy behält.

### Nebenfiguren
- Takeshi Aiza (相座 武士, Aiza Takeshi) ist ein Pianist im selben Alter wie Kōsei. Bei verschiedenen Klavierwettbewerben war er neben Kōsei und Emi fast immer unter den drei besten Teilnehmern. Sein Ziel war es immer, so gut wie Kōsei Klavier spielen zu können und ihn zu übertreffen, seitdem er ihn im jungen Alter spielen hörte. Seine Entschlossenheit ist so stark, dass Takeshi sogar eine Einladung zu einem Klavierwettbewerb in Europa aufgibt, um mit Kōsei in Japan zu konkurrieren. Für Takeshi war Kōsei wie sein „Held“.

- Emi Igawa (井川 絵見, Igawa Emi) ist eine Pianistin im selben Alter wie Kōsei, die sich entschied, Pianistin zu werden, nachdem sie im Alter von fünf Jahren Kōsei Klavier spielen hörte. Bei verschiedenen Klavierwettbewerben war sie neben Kōsei und Takeshi fast immer unter den drei besten Teilnehmern. Sie möchte Kōsei durch ihren emotionalen Spielstil erreichen. Es wird angedeutet, dass sie Gefühle für Kōsei hat.

- Nagi Aiza (相座 凪, Aiza Nagi) ist Takeshis kleine Schwester, die vorgibt, Hiroko um Hilfe zu bitten, um den Rivalen ihres Bruders, Kōsei, auszuspähen. Sie wurde schließlich Kōseis Klavierschülerin. Sie sagt oft „Klischee“ zu Dingen, die Kōsei ihr erzählt. Nach monatelangem Unterricht, und der Erkenntnis, dass Kōsei viel freundlicher ist, als ihr Bruder ihn beschrieb, verliebt sie sich in ihren Lehrer. Gemeinsam mit Kōsei spielt sie ein Klavierduett, das letztlich Kaori aufmuntert, ihr Leben noch nicht aufzugeben.

- Saki Arima (有馬 早希, Arima Saki) ist Kōseis strenge Mutter, die verlangt, dass er die Partitur in absoluter Perfektion übt, und schlägt ihn oft wegen kleiner Fehler. Auch wenn sie zuerst nicht vorhatte, aus Kōsei einen Pianisten zu machen, entscheidet sie sich aufgrund seines Talents und nach der Entdeckung ihrer tödlichen Krankheit dafür, ihm das Klavierspielen beizubringen. Er soll so seinen eigenen Stil finden, um später nach ihrem Tod als Pianist leben zu können. Sie stirbt, bevor sich Kōsei für den ersten Wettbewerb in Europa qualifizieren kann. Sie erscheint während der ganzen Serie häufig vor Kōsei, als eine Art Einbildung oder Geist.

- Hiroko Seto (瀬戸 紘子, Seto Hiroko) ist eine national renommierte Pianistin und eine enge Freundin von Saki aus College-Zeiten. Sie ist diejenige, die Kōseis Talent im Klavierspielen entdeckt und schlägt vor, dass Saki ihn trotz deren anfänglichen Widerspruchs zu einem Pianisten macht. Sie macht sich selbst für Kōseis brutale Behandlung durch Saki und sein psychologisches Trauma nach Sakis Tod verantwortlich. Nach dem Tod von Saki distanziert sie sich lange Zeit von Kōsei. Als Kōsei wieder anfängt Klavier zu spielen, kehrt sie zu ihm zurück und wird sein Vormund und Mentor.

- Koharu Seto (瀬戸 小春, Seto Koharu) ist ein Kleinkind, das sehr oft lacht und die Tochter von Hiroko. Sie genießt Kōseis Klavierspiel und möchte immer, dass er mehr spielt, und hängt sehr an ihm. Sie klammert sich normalerweise an die Seite ihrer Mutter und wird sowohl von Kōsei als auch von ihrer Mutter geliebt.

- Saitō (斎藤, Saitō) ist ein Baseballspieler, den Tsubaki früher sehr bewunderte. Nachdem er auf eine Oberschule gewechselt war, gesteht er Tsubaki seine Liebe und geht mit ihr aus. Bei ihren Treffen erzählt Tsubaki ihm allerdings die ganze Zeit nur von ihren Erlebnissen mit Kōsei. Später schlägt er vor, dass sie sich trennen sollten, nachdem er Tsubakis tatsächliche Gefühle für Kōsei erkannt hat.

- Nao Kashiwagi (柏木 奈緒, Kashiwagi Nao) ist eine gute Freundin von Tsubaki, die ihr oft Ratschläge gibt. Ihr gelang es, Tsubakis Sturheit zu brechen, damit diese ihre Gefühle für Kōsei erkennt und eingesteht. Es wird später deutlich, dass die meisten Ratschläge, die sie Tsubaki gibt, darauf zurückzuführen sind, dass sie ein Fan von Boys-Love-Manga ist, nicht aus persönlichen Dating-Erfahrungen.

- Takahiko Arima (有馬 隆彦, Arima Takahiko) ist Kouseis Vater, der die meiste Zeit in der Serie nie zu sehen ist, weil er häufig auf Geschäftsreisen ist. Zumindest in der OVA-Episode Moments hat er einen kleinen Auftritt.

## Manga
Die Manga-Reihe Shigatsu wa Kimi no Uso umfasst elf Bände und wurde von Naoshi Arakawa geschrieben und illustriert. Sie wurde erstmals am 6. April 2011 in Kōdanshas Monthly Shōnen Magazine veröffentlicht. Das erste Tankōbon wurde von Kōdansha am 16. September 2011 veröffentlicht. Die letzte Ausgabe wurde am 15. Mai 2015 in zwei Editionen veröffentlicht: Eine reguläre Edition und eine limitierte Edition; letztere wurde zusammen mit der OVA-Episode Moments veröffentlicht.
Auf Deutsch erscheint der Manga seit Oktober 2024 bei Egmont Manga in bisher sechs Bänden (Stand August 2025) unter dem Titel Your Lie in April. Die Manga-Reihe wurde für eine englischsprachige Übersetzung in Nordamerika von Kodansha Comics lizenziert, deren erste Ausgabe am 21. April 2015 veröffentlicht wurde.
Ein Spin-off-Manga mit dem Namen Shigatsu wa Kimi no Uso: Coda erschien zusammen mit der Blu-ray-Veröffentlichung der Anime-Serie. Er wurde am 17. August 2016 im Tankōbon-Format veröffentlicht.

## Anime

### Produktion
Das japanische Animationsstudio A-1 Pictures war für die Produktion der Anime-Adaption verantwortlich. Regie führte Kyōhei Ishiguro, das Drehbuch wurde von Takao Yoshioka geschrieben. Yukiko Aikei war zuständig für das Charakterdesign und Hisayo Usui übernahm die künstlerische Leitung. Die Musik des Anime wurde von Masaru Yokoyama komponiert.

### Veröffentlichung
Die erste Episode von Shigatsu wa Kimi no Uso wurde am 9. Oktober 2014 in Japan bei Fuji TV gezeigt, die Ausstrahlung endete am 19. März 2015. Zusammen mit der Limited Edition der letzten Manga-Ausgabe wurde am 15. Mai 2015 die OVA-Episode Shigatsu wa Kimi no Uso: Moments (四月は君の嘘 MOMENTS) veröffentlicht.
Der erste Opening-Song ist Hikaru Nara (光るなら, If You Will Shine) von goose house und der erste Ending-Song ist Kirameki (キラメキ, Sparkle) von wacci. Der zweite Opening-Song ist Nanairo Symphony (七色シンフォニー, Seven Colored Symphony) von Coalamode und der zweite Ending-Song ist Orenji (オレンジ, Orange) von 7!! (Seven Oops).
In Nordamerika lizenzierte Aniplex of America die Anime-Serie, die dort unter dem Namen Your Lie in April zeitgleich zur Ausstrahlung in Japan im Simulcast u. a. auf Crunchyroll, Hulu und Viewster gezeigt wurde.
Bereits zwischen dem 29. Juli 2016 und dem 27. Januar 2017 veröffentlichte Peppermint Anime die Anime-Serie auf DVD und Blu-ray in vier Volumes in OmU sowie mit deutscher Synchronisation. Im deutschsprachigen Raum wurde die Serie schließlich zwischen dem 28. September und dem 23. November 2017, u. a. mit deutscher Synchronisation, beim VoD-Anbieter Animax veröffentlicht. Am 1. März 2019 wurde der Anime, u. a. mit deutscher Synchronisation, auf Netflix veröffentlicht.

### Episodenliste
| Nr. | Deutscher Titel           | Originaltitel                                    | Erstausstrahlung Japan | Deutschsprachige Erstveröffentlichung (D/A/CH) |
| --- | ------------------------- | ------------------------------------------------ | ---------------------- | ---------------------------------------------- |
| 1   | Einfarbig – Bunt          | モノトーン / カラフル (Monotōn/Karafuru)         | 9. Okt. 2014           | 29. Juli 2016                                  |
| 2   | Freund A                  | 友人A (Yūjin Ē)                                  | 16. Okt. 2014          | 29. Juli 2016                                  |
| 3   | Mitten im Frühling        | 春の中 (Haru no Naka)                            | 23. Okt. 2014          | 29. Juli 2016                                  |
| 4   | Die Reise beginnt         | 旅立ち (Tabidachi)                               | 30. Okt. 2014          | 29. Juli 2016                                  |
| 5   | Trüber Himmel             | どんてんもよう (Donten Moyō)                     | 6. Nov. 2014           | 29. Juli 2016                                  |
| 6   | Heimweg                   | 帰り道 (Kaerimichi)                              | 13. Nov. 2014          | 29. Juli 2016                                  |
| 7   | Die flüsternden Schatten  | カゲささやく (Kage Sasayaku)                     | 20. Nov. 2014          | 30. Sep. 2016                                  |
| 8   | Erklinge!                 | 響け (Hibike)                                    | 27. Nov. 2014          | 30. Sep. 2016                                  |
| 9   | Resonanz                  | 共鳴 (Kyōmei)                                    | 4. Dez. 2014           | 30. Sep. 2016                                  |
| 10  | Die Szenerie mit dir      | 君といた景色 (Kimi to Ita Keshiki)               | 11. Dez. 2014          | 30. Sep. 2016                                  |
| 11  | Das Licht des Lebens      | 命の灯 (Inochi no Akari)                         | 18. Dez. 2014          | 30. Sep. 2016                                  |
| 12  | Twinkle, Little Star      | トゥインクル リトルスター (Tuinkuru Ritoru Sutā) | 8. Jan. 2015           | 25. Nov. 2016                                  |
| 13  | Liebesleid                | 愛の悲しみ (Ai no Kanashimi)                     | 15. Jan. 2015          | 25. Nov. 2016                                  |
| 14  | Fußabdrücke               | 足跡 (Ashiato)                                   | 22. Jan. 2015          | 25. Nov. 2016                                  |
| 15  | Lügner                    | うそつき (Usotsuki)                              | 29. Jan. 2015          | 25. Nov. 2016                                  |
| 16  | Menschen, die sich ähneln | 似たもの同士 (Nitamo no Dōshi)                   | 5. Feb. 2015           | 25. Nov. 2016                                  |
| 17  | Twilight                  | トワイライト (Towairaito)                        | 12. Feb. 2015          | 27. Jan. 2017                                  |
| 18  | Zwei Herzen werden eins   | 心重ねる (Kokoro Kasaneru)                       | 19. Feb. 2015          | 27. Jan. 2017                                  |
| 19  | Lebe wohl, mein Held      | さよならヒーロー (Sayonara Hīrō)                 | 26. Feb. 2015          | 27. Jan. 2017                                  |
| 20  | Hand auf Hand             | 手と手 (Te to Te)                                | 5. März 2015           | 27. Jan. 2017                                  |
| 21  | Schnee                    | 雪 (Yuki)                                        | 12. März 2015          | 27. Jan. 2017                                  |
| 22  | Frühlingswind             | 春風 (Shunpū)                                    | 19. März 2015          | 27. Jan. 2017                                  |

### Synchronisation
Das Dialogbuch schrieb Rieke Werner, welche auch die Rolle der Kaori Miyazono sprach. Dialogregie übernahm René Dawn-Claude, welcher die Rolle von Saitō übernahm. Die Namen aller Charaktere und ihrer Synchronsprecher sind in westlicher Reihenfolge angegeben (Vorname, Familienname).
| Figur          | Originalsprecher | Deutscher Sprecher   |
| -------------- | ---------------- | -------------------- |
| Kōsei Arima    | Natsuki Hanae    | Konrad Bösherz       |
| Kaori Miyazono | Risa Taneda      | Rieke Werner         |
| Tsubaki Sawabe | Ayane Sakura     | Laura Elßel          |
| Ryōta Watari   | Ryota Ohsaka     | Sebastian Fitzner    |
| Takeshi Aiza   | Yūki Kaji        | Maximilian Artajo    |
| Emi Igawa      | Saori Hayami     | Nicole Hannak        |
| Nagi Aiza      | Ai Kayano        | Jodie Blank          |
| Saki Arima     | Mamiko Noto      | Antje von der Ahe    |
| Hiroko Seto    | Mie Sonozaki     | Sandrine Mittelstädt |
| Koharu Seto    | Inori Minase     | Charlotte Uhlig      |
| Saitō          | Kazuyuki Okitsu  | René Dawn-Claude     |
| Nao Kashiwagi  | Shizuka Ishigami | Melanie Isakowitz    |

## Realfilm
Am 24. August 2015 wurde die Domain „kimiuso-movie.jp“ vom japanischen Filmstudio Tōhō registriert, was von Fans als erstes Anzeichen für eine Film-Adaption gesehen wurde. Die Spekulationen wurden im September 2015 bestätigt, als die Hauptdarsteller der Realverfilmung bekanntgegeben wurden: Kento Yamazaki als Kōsei Arima, Suzu Hirose als Kaori Miyazono, Anna Ishii als Tsubaki Sawabe, und Taishi Nakagawa als Ryōta Watari. Während die ursprüngliche Geschichte die Charaktere in der Mittelschule ansiedelt, wurde angekündigt, dass die Charaktere im Film im zweiten Jahr der Oberschule sein werden. Die Realfilm-Adaption erschien in Japan am 10. September 2016, mit dem Drehbuch von Yukari Tatsui unter der Regie von Takehiko Shinjō.

## Theaterstück
In der Mai-Ausgabe 2017 des Monthly Shōnen Magazine, wurde angekündigt, dass es grünes Licht für eine Theater-Adaption des Manga gäbe, die im August desselben Jahres anlaufen solle. Das Theaterstück wurde für das AiiA 2.5 Theater in Tokio vom 24. August 2017 bis 3. September 2017, und für das Umeda Arts Theater in Osaka vom 7. September 2017 bis 10. September 2017 angekündigt. Das Stück steht unter der Regie von Naohiro Ise und wurde von Kaori Miura geschrieben. Für das Stück wurde auch Livemusik angekündigt, mit Yuta Matsumura am Klavier und Shuko Kobayashi an der Geige. Als Hauptdarsteller wurden angekündigt: Shintarō Anzai als Kōsei Arima, Arisa Matsunaga als Kaori Miyazono, Misato Kawauchi als Tsubaki Sawabe, Masanari Wada als Ryōta Watari, Haruka Yamashita als Emi Igawa und Shōjirō Yokoi als Takeshi Aiza. Die Nebendarsteller wurden später angekündigt: Takako Nakamura als Yuriko Ochiai, Shun Mikami als Akira Takayanagi, Haruka Igarashi als Nao Kashiwagi, Kuniko Kodama als Hiroko Seto und Ryōko Tanaka als Saki Arima.

## Rezeption
Der Manga gewann 2013 den Preis für den besten Shōnen-Manga bei den 37. Kōdansha Manga Awards. Er wurde außerdem für den 5. Manga Taishō nominiert.
Die Anime-Adaption wurde insgesamt sehr positiv aufgenommen. Bei der Filmdatenbank IMDb erreichte die Serie eine Bewertung von 8,2 von 10, basierend auf knapp neuntausend Nutzer-Bewertungen. Auf MyAnimeList hält die Serie eine Durchschnittsbewertung von 8,86 basierend auf über 500.000 Nutzerbewertungen.
Die Anime-Adaption war Gewinner der von der japanischen Tageszeitung Yomiuri Shimbun veranstalteten Sugoi Japan Awards 2016.